# أرض وقرض (مسرحية)
أرض وقرض، مسرحية كويتية كوميدية عرضت في دولة الكويت عام 1987. من تأليف محمد الرشود ومن إخراج نجف جمال، تتحدث عن أزمة الإسكان وماهي حال بعض بيوت الحكومة التي توزع على المواطنين بعد فترة.

## ممثلين العمل
- حياة الفهد.
- خليل إسماعيل .
- عبد العزيز النمش .
- عائشة إبراهيم.
- انتصار الشراح .
- عبد الناصر درويش .
- داود حسين.
- محمد العجيمي.
- بدر الطيار.
- نايف الراشد.